# The Dalek Invasion of Earth
A The Dalek Invasion of Earth a Doctor Who tizedik része, amit 1964. november 21. és december 26. között vetítettek 6 epizódban. Ebben részben szerepelt utoljára Carole Ann Ford mint Susan Foreman. Továbbá ebből a részből készült utoljára mozifilm adaptáció.

## Történet
A Tardis 2164-ben, a kihalt Londonban landol. A repülő csészealj űrhajókkal érkezett dalekek ellen reménytelen harcot vívnak a föld alá bújt emberek. Az elfogott embereket a dalekok rabszolgává alakítják és bányákba hurcolják.

## Az epizódok címei
- 1. rész: World's End (magyarul: Világvége)
- 2. rész: The Daleks (magyarul: A Dalekek)
- 3. rész: Day of Reckoning (magyarul: A leszámolás napja)
- 4. rész: The End of Tomorrow (magyarul: A holnap vége)
- 5. rész: The Waking Ally (magyarul: Az ébredő társ)
- 6. rész: Flashpoint (magyarul: Égéspont)

## Könyvkiadás
A könyvváltozatát 1977. március 24-én adta ki a Target könyvkiadó.

## Otthoni kiadás
- VHS-en 1990-ben adták ki.
- DVD-n 2003 júniusában adták ki.

## Teljes szereplő lista
- William Hartnell – (A Doktor)
- Carole Ann Ford – (Susan Foreman)
- Jacqueline Hill – (Barbara Wright)
- William Russell – (Ian Chesterton)
- Bernard Kay – Carl Tyler
- Peter Fraser – David Campbell
- Alan Judd – Dortmun
- Ann Daviesgg – Jenny
- Michael Goldie – Craddock
- Michael Davis – Thomson
- Richard McNeff – Baker
- Graham Rigby – Larry Madison
- Nicholas Smith – Wells
- Patrick O'Connell – Ashton
- Jean Conroy, Meriel Horson – The Women in the Wood
- Peter Hawkins, David Graham – Dalek voices
- Peter Badger, Martyn Huntley – Robomen
- Nick Evans, Robert Jewell, Kevin Manser, Peter Murphy, Gerald Taylor – Daleks
- Nick Evans – Slyther Operator

### Fordítás
- Ez a szócikk részben vagy egészben  a   The Dalek Invasion of Earth című angol Wikipédia-szócikk fordításán alapul.  Az eredeti cikk szerkesztőit annak laptörténete sorolja fel. Ez a jelzés csupán a megfogalmazás eredetét és a szerzői jogokat jelzi, nem szolgál a cikkben szereplő információk forrásmegjelöléseként.